# Hrabstwo Schoolcraft
Schoolcraft – hrabstwo w USA, w stanie Michigan  na Półwyspie Górnym. Siedzibą hrabstwa jest Manistique. Nazwa hrabstwa pochodzi od nazwiska Henry’ego Schoolcrafta, amerykańskiego geografa, geologa i etnografa.

## Miasta
- Manistique

## Hrabstwo Schoolcraft graniczy z następującymi hrabstwami
- północny wschód – hrabstwo Luce
- południowy wschód – hrabstwo Mackinac
- południe – hrabstwo Lake
- południowy zachód – hrabstwo Delta
- północny zachód – hrabstwo Alger